# BT坦克
BT坦克是蘇聯在1932至1941年間生產的一系列輕型坦克。BT意即快速坦克（俄語：Быстроходный танк, БТ），由最初的BT-1至BT-7共有7個型號（有時BT-7M也被稱為BT-8），BT坦克是第二次世界大戰時T-34坦克的前身。

## 研發簡史

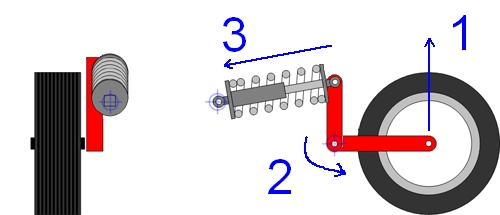
克里斯迪式承載系統

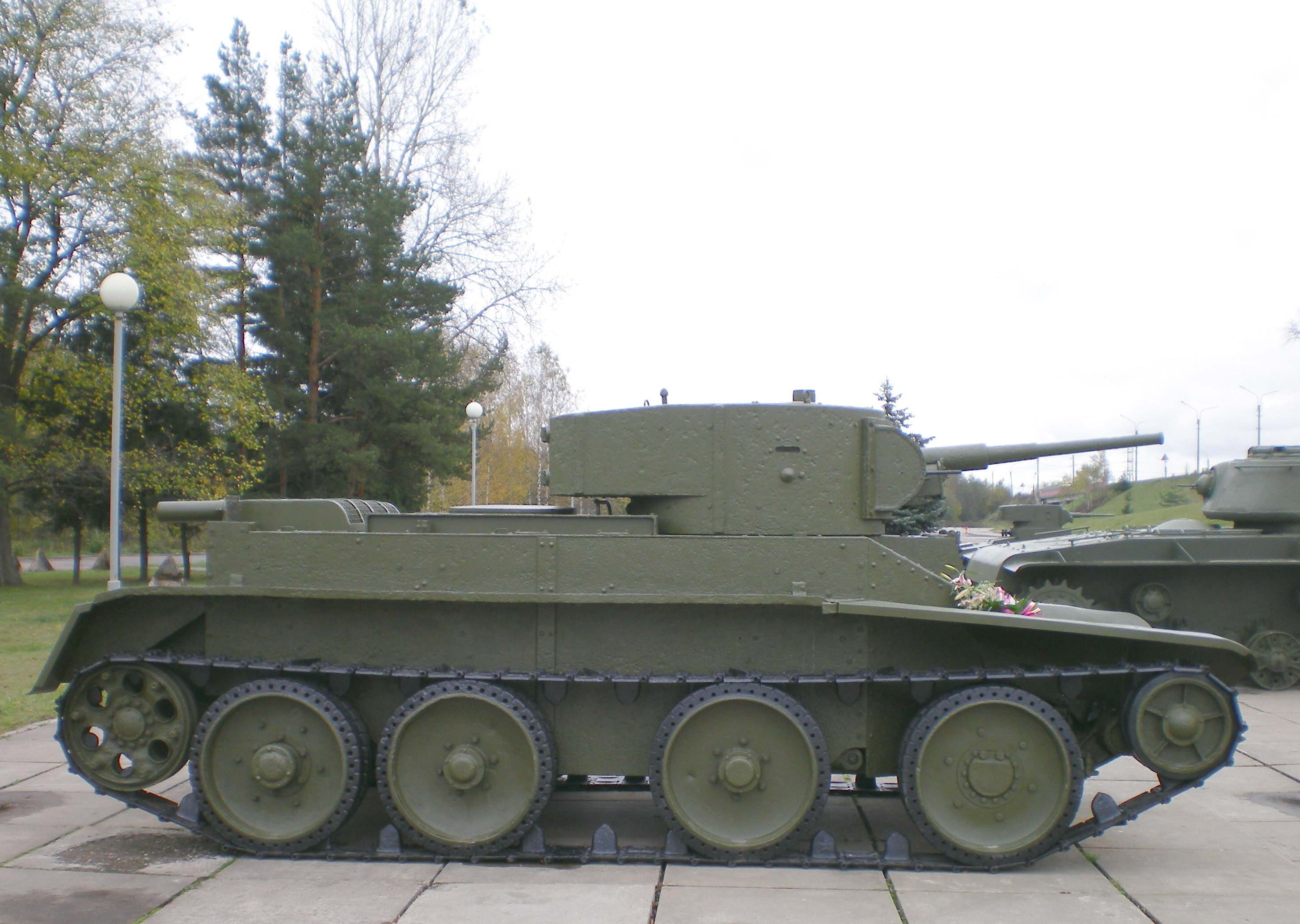
BT-5

1929年蘇聯派人往美國考察並買了兩輛克里斯迪型坦克，其使用的克里斯迪式承載系統吸引了蘇聯人的興趣，所謂克里斯迪式承載系統好像是汽車承載系統，用大型彈簧承載各個車輪，此設計對坦克高速行駛有利而且必要時可把坦克變成輪型車輛而不用履帶行走，此設計成了BT坦克的共同特點:
- 克里斯迪M1931/BT-1

克里斯迪M1931其實是1930年面世，但克里斯迪為了更能向軍方推銷而稱它為M1931，M1931的車身左右兩側各有4個大型車輪，其輪各自用一個垂直的彈簧做懸掛，彈簧包藏在鋼管之內，若在野外行駛時用履帶而動力會推動在車尾上方的推動輪，若在公路上行駛時，坦克兵要花大約30分鐘把履帶拆走並固定在車身兩側的橫板上，這是為了兼顧在野外的行走能力和公路上的速度和節省燃料，而當用車輪行駛時最前方的車輪用於轉彎而最後的車輪用於推進（發動機的動力會全部改為推動尾輪），M1931的車正前方是傾斜裝甲，內裡為駕駛室，駕駛員有操縱桿去控制左右履帶，若改用車輪則要加上一個如同汽車用的駕駛盤，車尾為動力室，其動力為一部自由牌水冷式汽油航空發動機，但此部發動機有容易過熱甚至著火的危險，M1931總共有9輛而其中7輛有炮塔的被美國軍方買了作為研究，其餘兩輛無炮塔的被蘇聯人看中而被買回蘇聯，而當時的出口批文報稱為農業拖拉機，此即謂BT-1。
- BT-2

BT首種量產型，1932年面世，BT-2以BT-1為藍本研製而成，由於BT-1無炮塔故蘇聯人為它設計了一個炮塔，武裝是37毫米口徑反坦克炮一門，車身正前方加上一條鋼管去固定誘導輪軸，這成了後來BT坦克的特徵，其車身結構為焊接和鉚釘鉚接的混合，BT-2也如同BT-1一樣可以選擇用履帶或車輪行駛，這是當初克里斯迪M1931被看中的理由，因為蘇聯國土遼闊而有大批地方為無公路的原野，但在實際使用時發現很少機會用車輪行駛。
- BT-3

如同BT-2但把BT-2有減重孔的車輪改為一整個鋼製車輪。
- BT-4

改用祇有兩挺機槍的炮塔，無論BT-3還是BT-4的產量都不多而且很少見，因為很快改為生產BT-5。
- BT-5

炮塔重新設計，增加了後部空間並裝上45毫米口徑反坦克炮和DT同軸機槍，此種炮塔被分成有環形天線的指揮車型（後部放無線電機）和無環形天線的普通車型（後部作為附加彈藥箱），此種炮塔也用於T-26坦克，BT-5的發動機改用蘇聯國產M5型去取代原本可靠性不佳的美國發動機，BT-5是BT坦克其中主要參戰型號，中國也有4輛BT-5並編入第200師當中。
- BT-7

BT坦克的另一種主要參戰型號，車身前裝甲的斜度增加和改用全車焊接結構，B-7也改用M17T汽油發動機而其車尾的排氣管也和以往的BT不同，1937年BT-7改用帶斜角的炮塔並稱為BT-7M1937，而仍使用BT-5炮塔的則被稱為BT-7M1935。
- BT-7M/BT-8

把汽油發動機改為V2柴油發動機，改用柴油發動機後不單發動機更不易發生著火意外而且由於柴油發動機更省燃油，故航程也增加，此種V2柴油發動機後來也用於T-34坦克，BT-7M也改用BT-7M1937的帶斜角的炮塔。

## 基本資料(BT-7M1935)
- 乘員:3人(車長兼装填手，炮手和駕駛员)
- 車長:5.66米
- 車闊:2.29米
- 車高:2.42米
- 重量:14.5噸
- 最大速度:86公里/小時
- 行程:250公里
- 武裝:45毫米20-K戰車炮一門(炮彈146發)，7.62毫米DT機槍一支
- 發動機:500匹汽油發動機

## 實戰

### 西班牙內戰
1936年7月18日，西班牙內戰爆發，德國和意大利支持佛朗哥將軍的國民軍並派出兀鷹軍團到西班牙參戰，另一方面，蘇聯支持共和軍並派出100輛坦克（其中90輛為BT-5，其餘是T-26坦克）和15個戰鬥機隊等人員和武器到西班牙，1937年夏天，共和軍為了打通首都馬德里至巴塞隆納港的交通線，動員了28,000人和49輛BT-5進攻戰略重鎮薩拉哥薩，9月22日早上，40輛BT-5載著步兵進攻作為薩拉哥薩門戶的埃布羅鎮，但由於在BT-5上面並無可以讓步兵握緊的扶手，故當BT-5快速行駛時很多步兵被拋出車外然後再被後方駛來的BT-5當場輾過而死，而當BT-5來到國民軍陣前才發現被陷入甘蔗田當中，動彈不得，結果成為國民軍反坦克炮的目標，經此一役，共和軍損失了19輛BT-5並有超過1/3人員傷亡，雖然都能佔領薩拉哥薩附近的地區但無法扭轉戰局。
1937年12月5日，共和軍為了阻止國民軍進攻首都馬德里，故也進攻國民軍守備薄弱（祇有1,500人）的特魯埃衣，共和軍派出10萬大軍和104輛坦克，但共和軍由於在進攻薩拉哥薩時的慘痛經歷而不敢集中BT-5和T-26衝鋒以作為進攻的矛頭，而是作為活動堡壘為步兵開路，但坦克在巷戰當中被國民軍用炸藥包和火炎瓶等反坦克武器伏擊，傷亡慘重，1938年1月7日，共和軍雖攻下特魯埃衣，但因損失太大而無法再有作為，2月20日，共和軍被迫撒退。

### 張鼓峰戰役

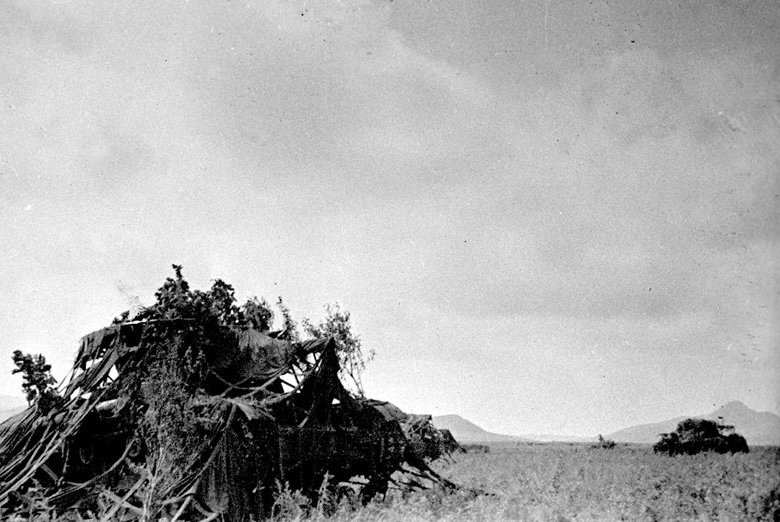
張鼓峰戰役期間加上植披偽裝的蘇軍BT坦克

1938年7月日本關東軍在中蘇交界的張鼓峰和蘇聯紅軍發生武裝衝突，史稱张鼓峰事件，蘇軍隨即向張鼓峰地區增兵7000多人而當中有285輛BT坦克，日軍也派出關東軍第十九師團但沒有坦克，於是在裝備上蘇軍佔優勢，8月6日，蘇軍在BT坦克開路之下發動進攻，但張鼓峰和哈桑湖一帶地區丘陵和沼澤滿佈，不是裝甲部隊易於行動的地方，日軍對此依靠堅固的防線固守，戰鬥當中以裝備BT-7的蘇軍第1機械化旅進軍最快，推進至沙草峰的日軍防線，但日軍不停用火炮向蘇軍BT-7開火又用重機槍掃射跟隨的蘇軍步兵，蘇軍BT-7也不停用45毫米反坦克炮向日軍炮兵陣地開火並快速衝向重機槍陣地把其推倒，沙草峰最終都被蘇軍攻下並進而攻打張鼓峰，第二日（8月7日），蘇軍繼續進攻張鼓峰但由於山路崎嶇而有多輛BT-7故障，蘇軍唯有推開故障的BT-7繼續進攻，蘇軍第120團進攻東南坡以孤立在張鼓峰的日本守軍，蘇軍BT-7和第118步兵團最終攻上張鼓峰峰頂，雙方步兵展開白刃戰，隨後日軍援兵趕到，蘇軍被趕出峰頂但並未趕出張鼓峰，於是雙方形成對峙局面，在隨後的幾日當中，張鼓峰不停被雙方反覆佔領，但由於日軍要支援武漢會戰而兵力不繼，雙方最終在8月11日簽訂停戰協定。

### 諾門罕戰役

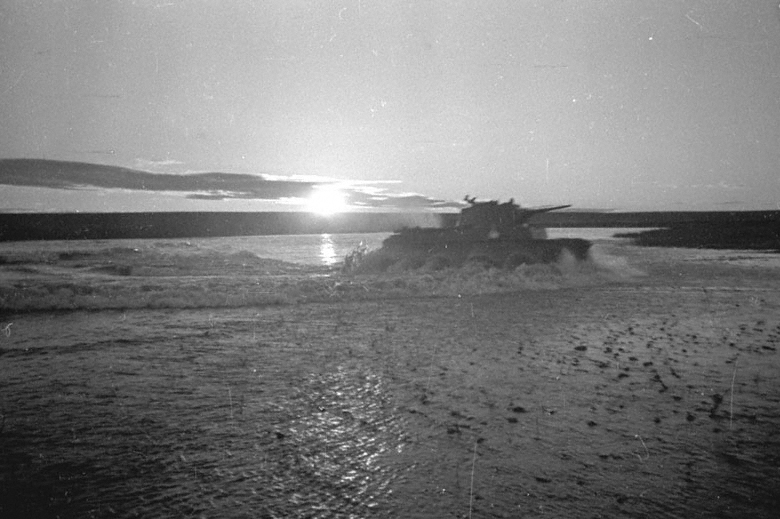
諾門罕戰役當中，正在越過哈拉哈河的蘇軍BT坦克

1939年5月由於蒙古軍和滿軍在哈拉哈河畔的諾門罕草原發生衝突而引發了諾門罕戰役。6月27日，日本關東軍派出飛機炸毀大批蘇軍飛機而令關東軍認為已取得制空權。7月3日，日軍在小松原太郎師團長的帶領下越過哈拉哈河進攻蒙古軍。在蒙古軍的求救之下，蘇軍派出400多輛BT-5和BT-7迎戰日軍。日軍由於其九四式37毫米反戰車炮只能在近距離才能對BT坦克造成傷害，而日軍步兵的九九式反坦克地雷要用6個才能炸毀一輛BT坦克，即是日軍並無有效的反坦克武器故被打得大敗，急忙退回哈拉哈河東岸。第二日（7月4日），蘇軍BT坦克和T-26坦克越過哈拉哈河，並在諾門罕草原遇上日軍第一戰車團的八九式中型坦克和九五式輕型坦克以及少量九七式中型坦克，雙方發生坦克大決戰。日軍坦克以步兵火力支援為主要任務，炮彈主要是攻擊敵方步兵的榴彈而非坦克決戰用的穿甲彈或高爆彈；另外日軍坦克仍以鉚釘接合而蘇軍坦克已採用焊接，故日軍坦克不論在攻擊火力和裝甲防護方面皆比蘇軍坦克差。最後日軍坦克大敗，殘餘的日軍祇能靠一陣突然刮起的沙塵暴而逃脫。
8月21日，蘇軍指揮官朱可夫對日軍發動總攻擊。蘇軍和蒙古軍在空軍的支援下以BT坦克和T-26坦克作為進攻矛頭之下，兵分三路把日軍重重包圍。戰至8月31日，參戰的日軍第二十三師團已幾乎全軍覆沒，日軍祇好向蘇軍求和簽下「日蘇互不攻犯條約」，日軍放棄「北進」。

### 冬季戰爭

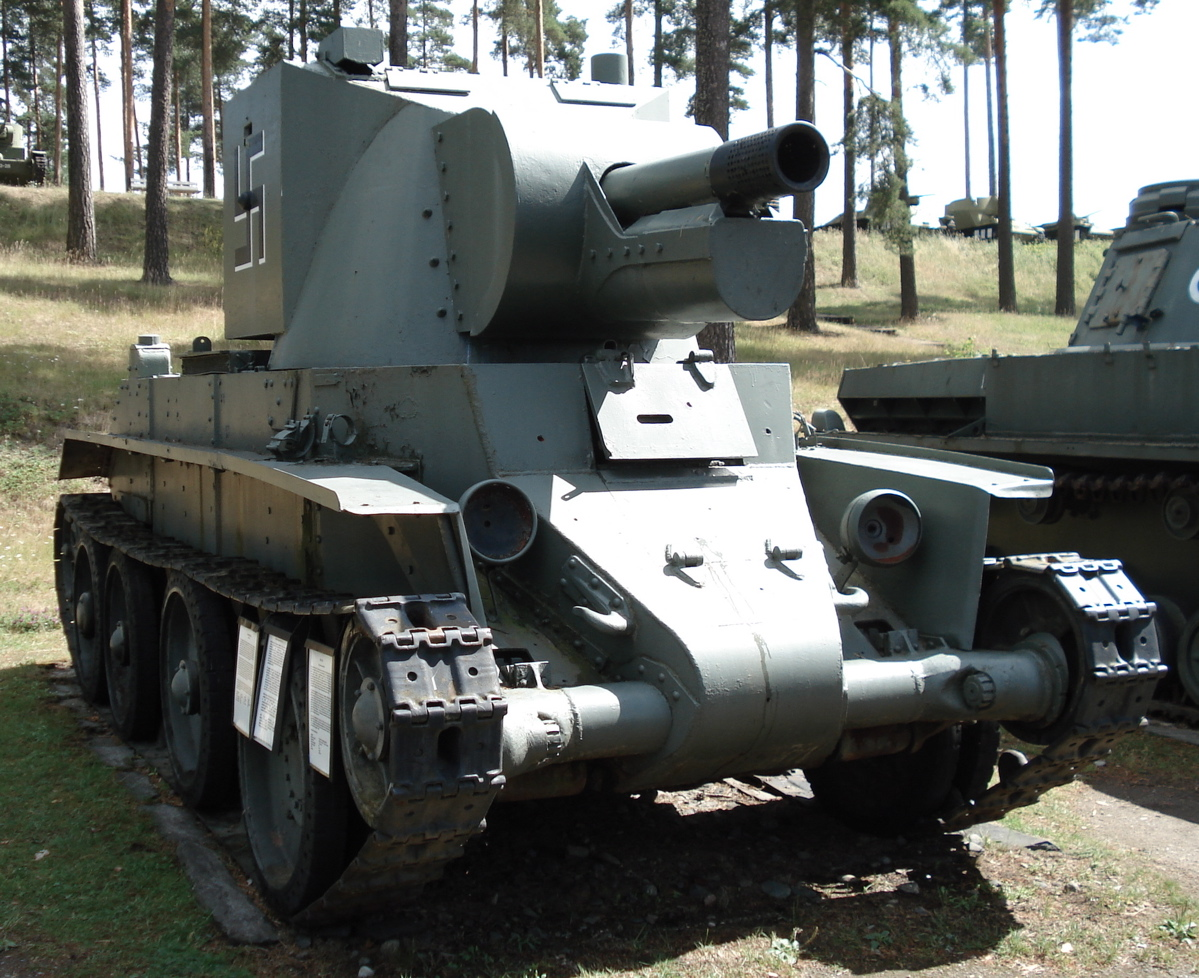
冬季戰爭當中被芬蘭軍擄獲的BT-7被改造成為BT-42，BT-42的炮塔被重新設計並加裝QF4.5英寸野戰炮

1939年11月9日，芬蘭拒絕了蘇聯有關交換領土的要求，蘇聯紅軍派出4個集團軍向芬蘭發動進攻，冬季戰爭爆發。
蘇聯第9集團軍旗下的122師和163師發現當攻入芬蘭境內後彼此都被森林分隔，蘇軍車隊祇能在林中的道路上行駛但芬蘭軍早已在此埋下地雷並且有伏兵，每當有蘇軍軍車被地雷炸毀，芬蘭軍伏兵都會向兩側隨行的蘇軍步兵開槍，蘇軍傷亡慘重而緊急派出44師的BT-7裝甲部隊作增援，44師的BT-7最初以兩輛為一組行動，之後更以3至4輛一起行動，蘇軍發現雖然BT坦克以速度快見稱但在冰天雪地的環境之下也是行走困難，芬蘭軍對付BT-7的方法是以伏兵偷偷地在經過的BT-7的車輪之間放入鐵條等障礙物，當蘇軍坦克兵從坦克裡走出來想清除時就以衝鋒槍射殺，當然也有芬蘭軍直接用炸藥包和汽油彈對付蘇軍BT坦克。
1940年1月1日，芬蘭軍向蘇軍發動總攻，蘇軍44師用BT-7抵抗，1月8日，蘇軍44師全軍覆沒，師長維諾格拉夫乘坐一輛BT-7逃回蘇聯，芬蘭人則擄獲了包括43輛完好或有部分損毀的BT-7以及各種機槍、戰防炮等武器。

### 出兵波蘭
波蘭曾經被普魯士王國、奧地利帝國和沙俄瓜分，直至第一次世界大戰後才獲得獨立，1919年至1921年，蘇聯和波蘭也曾發生過波蘇戰爭，結果由波蘭戰勝，蘇聯被迫割讓西白俄羅斯和西烏克蘭給波蘭。
1939年8月23日，德國和蘇聯簽訂「德蘇互不侵犯條約」，此條約訂明兩國將會再次瓜分波蘭，西部歸德國而東部（西白俄羅斯和西烏克蘭）會回歸蘇聯，1939年9月1日，德軍入侵波蘭而打響了第二次世界大戰的歐洲戰場（東亞戰場早在1937年7月7日已開打），9月17日，蘇聯紅軍進攻波蘭東部，當中由BT-5和BT-7以及T-26作為進攻的矛頭，雖然波蘭軍主力在西部抵擋納粹德軍，但在9月20日負責進攻哥度（Grodno）的蘇軍第15坦克師團由於缺少步兵支援而損失了19輛坦克和4輛輪式裝甲車，但由於蘇軍兵力比波蘭軍強大得多，波蘭最後還是要向蘇聯和納粹德國投降。

### 德蘇戰爭

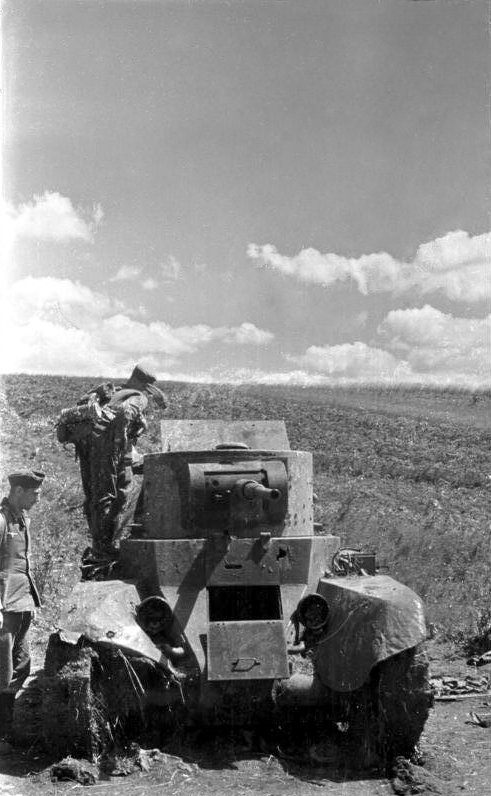
在德蘇戰爭當中被擊毀的蘇軍BT-7坦克

1941年6月22日，納粹德軍在3,580輛坦克支援之下突然進攻蘇聯，德蘇戰爭爆發，與之相對的蘇軍當時在歐洲雖然有20個師的兵力，理論上應有1,031輛坦克但實際上各師都坦克不足而祇有337輛BT坦克和T-26坦克。
戰爭初期蘇軍BT坦克祇可對付德軍一號坦克和二號坦克等超輕型坦克，而面對德軍三號和四號坦克卻陷入苦戰，尤其德國裝甲部隊指揮裝甲衝鋒的閃電戰技術熟練，經常能把蘇軍BT坦克隊包圍消滅，而且德國空軍握有制空權，很多BT坦克未到前線就已被德軍飛機炸毀，1941年後BT坦克就停產，以集中資源生產T-34坦克。

### 滿州戰役
1945年5月7日德國投降歐戰結束，但在東亞日軍仍在頑抗，8月8日，蘇聯對日本宣戰，由於T-34坦克等蘇軍主力武器大多在歐洲而一時仍未能大批運往東亞，但在東亞卻早已有大批BT坦克作為提防日軍之用而BT坦克又足以戰勝日軍，故蘇軍派出的211輛BT坦克再次成為進攻日軍的主力，而在實戰當中也發現輕巧的BT坦克輕易通過好像大興安嶺等中國東北地區，快速推進令日軍防不勝防，日軍唯有依靠早已築好的堅固防線並在防線前方大量放置地雷，例如牡丹江防線曾一度令進攻蘇軍傷亡慘重，蘇軍對此派出空軍轟炸和用小船把輕巧的BT-7載過烏蘇里江以進攻牡丹江防線的側翼，日軍步兵唯有身抱炸藥包作自殺式攻擊把蘇軍BT-7炸毀，蘇軍乾脆把BT-7的殘骸推入江中成為渡橋令後繼的部隊過河，之後戰鬥進入市區，日軍步兵和蘇軍步兵在街道上槍戰甚至拼刺刀，8月17日（其實日本已宣佈投降）牡丹江城3/4地區已被蘇軍攻下，日軍最後出動滿載重炮的裝甲列車向蘇軍開火，蘇軍一輛BT-7快速衝向此裝甲列車並同歸於盡，再經過數小時的激戰，日軍全軍覆沒，日本關東軍再不能阻擋蘇軍而祇好投降，滿州戰役結束。

### 关于BT5来到中国的传闻
在千禧年时代中文互联网上有传闻声称当时国军200师的侦察部队装备有BT5快速坦克四辆，这个说法来自于杜聿明的回忆，声称该师的侦察部队装备有4辆“带有电台的快速战车”，并未详细描述该车的具体特征，而关于200师的装备编制表里还是国民革命军陆军装甲部队历史影像中并未出现关于BT5的任何记载，而200师的侦察部队为搜索营，扩编为第五军后为骑兵团，而搜索营的编制里有历史影像证明的sdkfz223，而同为编制的221和222都未装备通讯设备，而sdkfz223来华也是四辆，后经bilibili用户（UID：556564181）分析所谓的快速战车可能就是sdkfz223，sdkfz223符合“电台”“快速”这两个特征，所以BT5从未装备过国民革命军。

## 使用國家

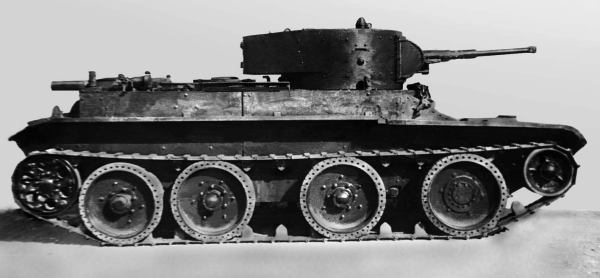
BT-7

- 苏联
- 阿富汗
- 芬兰 (擄獲型，使用QF4.5英寸野戰炮（英语：QF 4.5-inch howitzer）改造為突擊炮，稱為BT-42)
- 匈牙利
- 納粹德國 (擄獲型，Panzerkampfwagen BT 735（r）)
- 蒙古国
- 西班牙

## 外部連結
- 國軍裝備的BT-5坦克
- 中国没有过bt5

## 註腳
- 最先端武器4:裝甲兵團，牛頓出版社
- 兵器第183期